# 阿拉加茨山
阿拉加茨山是亚美尼亚西北部的一座由安山岩、英安岩构成的成层火山，距该国首都埃里温40公里。阿拉加茨山也是亚美尼亚的最高峰，位于埃里温西北的阿拉加措特恩州。
海拔4095米以上的冰川形成于上新世到更新世期间。寄生火山锥和裂缝在火山的任何一边都有存在，并且是熔浆的发源处。
亞美尼亞科學院所屬的布拉堪天文台位在該山的山坡上。

## 附近城镇
附近的城镇主要有东南方的阿什塔拉克，东北方的阿帕蘭，西北方的阿尔蒂克和西南方的塔林。在山的另外一侧还有一些其他的乡镇。

## 图集

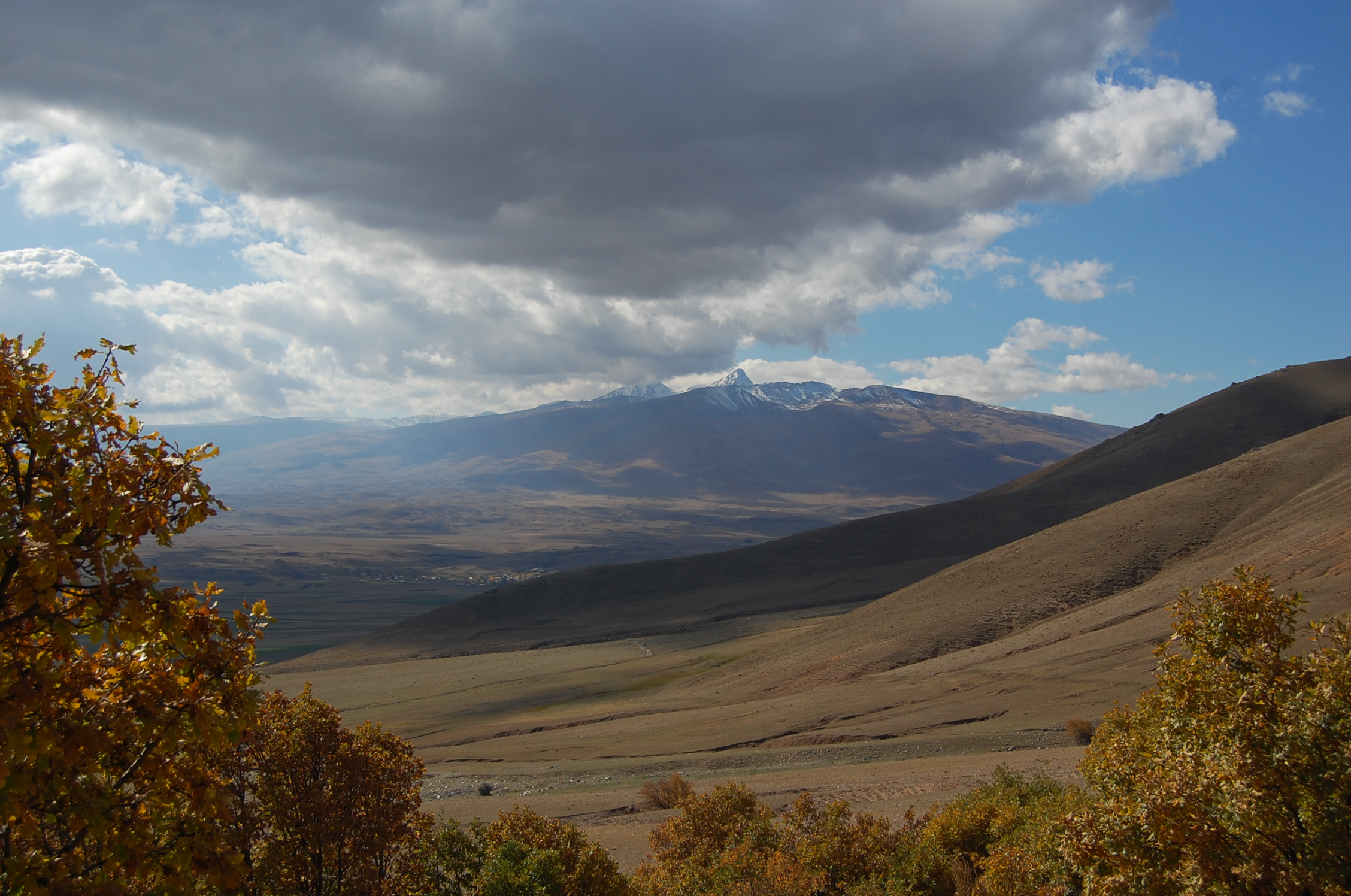
在一个山顶上眺望
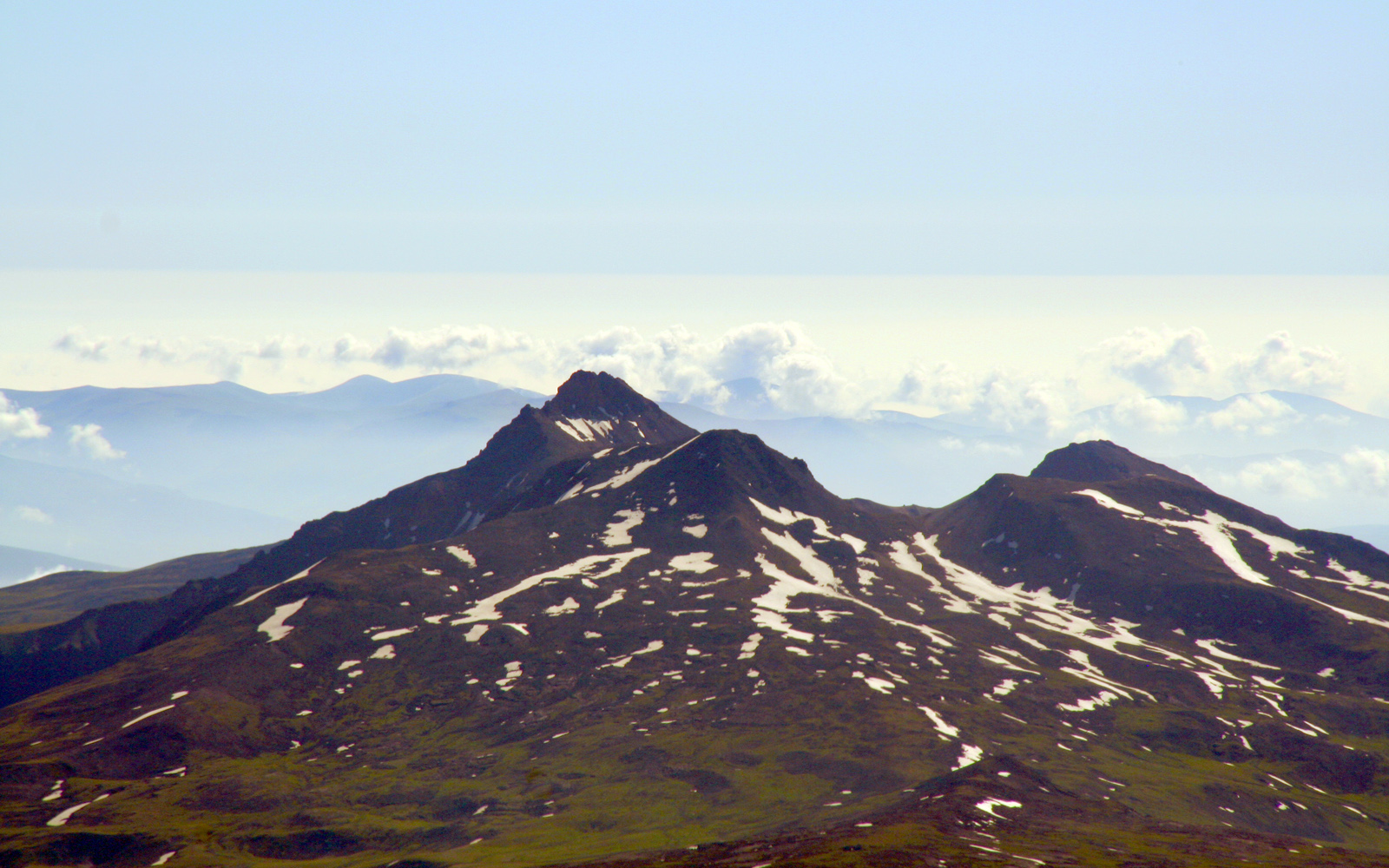
四座顶峰